# بلیزونیه
بلیزونیه (به صربی: Blizonje) یک روستا در صربستان است که در ناحیه کولوبارا واقع شده‌است.
 بلیزونیه  ۲۸۱ نفر جمعیت دارد.